# Behningiella brachypus
Behningiella brachypus is een vlokreeftensoort uit de familie van de Behningiellidae. De wetenschappelijke naam van de soort is voor het eerst geldig gepubliceerd in 1948 door Derzhavin.